# Batalha de Cízico (193)

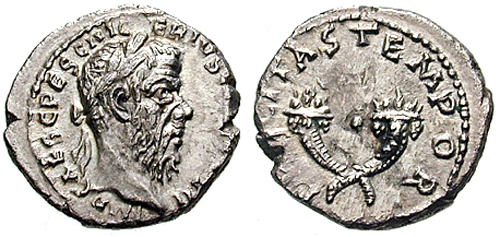
Moedas da época

A Batalha de Cízico foi um confronto militar travado em 193 d.C., nos arredores da cidade de Cízico, na Ásia Menor, entre as forças do imperador romano Septímio Severo e as tropas de seu rival pelo governo do Império Romano, o usurpador Pescênio Níger no "ano dos cinco imperadores". O exército de Septímio foi liderado por Tibério Cláudio Cândido, que havia cruzado o Bósforo, contra o de Pescênio, comandado pelo seu legado, Asélio Emiliano, que acabou por perder a vida; após sua morte as tropas, debandadas, fugiram rumo ao leste, para se unir a Níger.

## História
A batalha ocorreu no contexto do Ano dos Cinco Imperadores, um período tumultuado na história do Império, em que o imperador Pertinax foi assassinado pela Guarda Pretoriana, que realizou então um leilão pelo trono - leilão este que foi vencido foi Dídio Juliano, coroado então imperador. A atitude revelou-se impopular, e o direito ao trono imperial passou a ser disputado por Septímio Severo, governador da Panônia Superior, Pescênio Níger, então governador da província da Síria - que contava com o apoio das tropas do Oriente - e Clódio Albino, governador da Britânia, que contava com o apoio das tropas do Ocidente do Império.
As legiões danubianas de Severo, lideradas por Cândido, rumaram rapidamente para o Oriente; lá, Níger tinha assegurado o controle de Bizâncio, e inclusive destacara algumas tropas, sob o comando de Emiliano, para defender a costa meridional do mar de Mármara, procurando assim vedar às tropas de Severo a passagem para o leste. Cândido, no entanto, conseguiu passar pelo estreito, e confrontou o próprio Emiliano em batalha, derrotando-o e o matando. Níger, ainda em Bizâncio, sob cerco do general Mário Máximo, foi obrigado a fugir para Niceia, onde acabou por ser finalmente derrotado (batalha de Niceia).
Um erro na Historia Augusta, repetido posteriormente por outros autores, dizia que Níger teria morrido na batalha de Cízico, e não, como de fato ocorreu, na batalha de Isso (194).